# Емил Горшек
Емануел Емил Горшек (1914—1945) је бивши југословенски атлетски репрезентативац. Такмичио се у трчању на средњим стазама на 800 м и 1.500 метара. Био је члан Атлетског клуба Приморје из Љубљане.

## Резултати
Емил Горшек је био првак Југославије у обе дисциплине:
800 м 1938. — 1:58,8 мин,
1.500 м 1934. — 4:81,1 мин. 1935. — 4:17,8 мин. и 1938. — 4:10,4 мин.
У међународној конкуренцији најуспешнији је био на Балканским играма где је побеђивао је по два пута у обе дисциплине: 1937. у Букурешт у и 1938. у Београду.
Учествовао је на другом Европског првенства на отвореном 1938. у Паризу, где је испао у предтакмичењу.
Учесник је Летњих олимпијских игара 1936. у Берлину када је у конкуренцији 42 тркача на 800 метара резултатом 1:59,5 заузео пето место у другој групи и није се успео квалификовати за полуфинале. У друго дисциплини 1.500 м у конкуренцији 43 такмичара резултатом 4:13,0 био је седми у другој групи, што није било довољно са пласман у финале.
Горшек је био најмађи учесник југословенске атлетске репрезентације, која је бројала 21. члана на овим играма са 21. година и 334 дана.